# Borneo-Flusshai
Der Borneo-Flusshai (Glyphis fowlerae) ist eine Art der Flusshaie (Gattung Glyphis) innerhalb der Requiemhaie (Carcharhinidae). Der Hai ist extrem selten und kommt nur im Unterlauf des Sungai Kinabatangan im malayischen Bundesstaat Sabah im Nordosten der Insel Borneo vor. 

## Merkmale

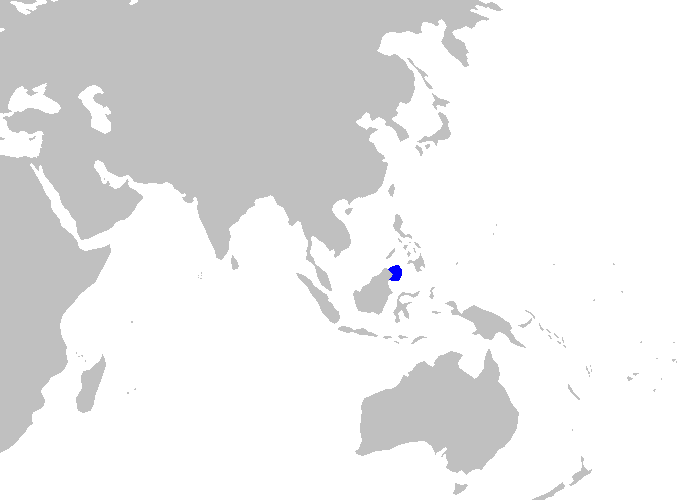
Verbreitungsgebiet

Die bisher bekannten Exemplare des Borneo-Flusshais waren 50 bis 78 cm lang. Der Hai hat einen stämmigen Körper, der oberseits braungrau, unterseits weiß ist und einen auffälligen dunklen Fleck auf den Seiten und an der Basis der Brustflossen. Die unteren und hinteren Flossenränder und die Spitze der Schwanzflosse sind dunkel oder schwarz. Der vordere Rand der Brustflosse ist leicht konvex. Die erste Rückenflosse hat einen leicht konkaven Hinterrand, ist aber nicht sichelförmig. Ihre hintere Spitze reicht fast bis über den Beginn des Bauchflossenansatz. Die zweite Rückenflosse erreicht 58 bis 68 % der Höhe der ersten Rückenflosse, die Afterflosse 74 bis 102 % der Höhe der zweiten Rückenflosse. Die Afterflosse hat an ihrem hinteren Rand eine leichte Einbuchtung. Ein Interdorsalkamm fehlt. Das kurze Rostrum ist bei Sicht von oben oder unten breit abgerundet, die Augen sind klein, Spritzlöcher fehlen. Die Zähne sind bei geschlossenem Maul in der Regel nicht sichtbar.
Vom nah verwandten Irrawaddy-Flusshai (Glyphis siamensis) unterscheidet sich der Borneo-Flusshai durch die Zahl der Wirbel (196 bis 209), die Farbe und die höhere zweite Rückenflosse.

## Lebensweise
Die Lebensweise der Arten  ist weitgehend unbekannt. Die Typlokalität besteht aus flachen Sandbänken mit schlammigen Boden. Das Wasser weist eine niedrige Salinität auf. Wahrscheinlich ist er wie die anderen Arten der Gattung lebendgebärend und bildet eine Dottersack-Plazenta aus (plazental vivipar). 